# Andronikos I. (Byzanz)

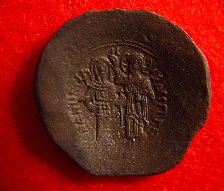
Billontrachis Andronikos’ I.

Andronikos I. Komnenos (mittelgriechisch Ἀνδρόνικος Α’ Κομνηνός, * um 1122; † 12. September 1185 in Konstantinopel), Sohn von Isaak Komnenos und Vetter des Kaisers Manuel I., war byzantinischer Kaiser ab 1183.

## Leben

### Frühe Jahre
Andronikos wurde wohl 1119/20 als Sohn des Sebastokrators Isaak Komnenos geboren. Seine Großeltern waren somit Kaiser Alexios und die georgische Prinzessin Katai-Irene Bagrationi, Tochter des Königs David des Erbauers.
Seine jungen Jahre verbrachte Andronikos abwechselnd mit Vergnügen und Militärdienst. 1141 wurde er von den Seldschuken gefangen genommen und ein Jahr lang festgehalten. Nachdem man ihn freigekauft hatte, ging er nach Konstantinopel an den Hof seines Vetters, des Kaisers Manuel I., dessen Gunst er genoss. Hier wurde seine Nichte, die Prinzessin Eudokia, seine Geliebte, genauso wie ihre Schwester Theodora die Geliebte des Kaisers war. Von deren Vater, seinem Cousin Isaak Komnenos, wurde Andronikos 1146 bei einem Streit beinahe enthauptet.
1152 unternahm Andronikos in Begleitung Eudokias einen Feldzug nach Kilikien, nachdem Thoros II. von Kleinarmenien dort eingefallen war. Andronikos belagerte Mopsuestia (Mamista), wurde aber bei einem nächtlichen Ausfall der Armenier unter Thoros in die Flucht geschlagen. Er kehrte unverrichteter Dinge in die Hauptstadt zurück und wurde erneut in die Provinz entsandt. Auch diesen Posten scheint er verlassen zu haben, da er nach kurzem bereits in der Hauptstadt einem Mordanschlag durch Eudokias Brüder entkommt.
In dieser Zeit (1153) wurde eine Verschwörung gegen Manuel, an der Andronikos beteiligt war, aufgedeckt. Er wurde ins Gefängnis geworfen, wo er die nächsten 12 Jahre verbrachte. Wiederholte Ausbruchsversuche schlugen fehl, erst 1165 hatte er Erfolg. Er floh nach Kiew an den Hof des Großfürsten Jaroslaw von Ruthenien, unter dessen Schutz Andronikos eine Allianz zwischen den Russen und dem Kaiser zustande brachte, die ihm auch wieder die Gunst seines Vetters einbrachte. Mit einer russischen Armee unterstützte er Manuel bei der Invasion Ungarns und der Belagerung von Semlin (heute Stadt Belgrad).
Nach dem erfolgreichen Feldzug kehrten Manuel und Andronikos 1168 gemeinsam nach Konstantinopel zurück. Im Jahr darauf weigerte sich Andronikos, dem Prinzen von Ungarn, den Manuel als seinen eigenen Nachfolger wünschte, den Fahneneid zu leisten. Er wurde vom Hof entfernt, erhielt aber die Provinz Kilikien zugewiesen.
Andronikos floh an den Hof des Raimund von Antiochia. Hier heiratete er Philippa von Antiochia, die Tochter Raimunds und Maria Komnena, Schwester der Kaiserin Maria von Antiochia, um deren Hand auch Konstantinos Kalamanos anhielt. Die Ehe wurde auf Drängen Kaiser Manuels jedoch aufgelöst. Sie heiratete 1176 Humfried II. von Toron, den Konstabler Balduins des Aussätzigen, und verstarb kurz darauf.
Von zahlreichen Rittern begleitet, begab sich Andronikos nach Jerusalem. König Balduin befand sich zu dieser Zeit in Ägypten, und Andronikos scheint die Führung der Verteidigung gegen die Moslems übernommen zu haben. Nach seiner Rückkehr belehnte ihn Balduin mit Beirut. In Jerusalem traf er auf Theodora Komnena, die Witwe des Königs Balduin III. von Jerusalem und Nichte Manuels, in die er sich verliebte. Um die Rache des Kaisers zu vermeiden, flohen beide an den Hof des Sultans von Damaskus, wo sie sich aber nicht sicher genug fühlten, so dass sie weiter nach Persien und Turkestan zogen, das Kaspische Meer umrundeten und den Kaukasus überquerten. Schließlich ließen sie sich unter den Türken an der Grenze zur Provinz Trapezunt nieder, auf die Andronikos häufige und erfolgreiche Überfälle machte.
Während eines dieser Überfälle wurde seine Burg vom Statthalter von Trapezunt überrascht, Theodora und ihre beiden Kinder (Alexios und Theodora) wurden gefangen genommen und nach Konstantinopel gesandt. Um ihre Befreiung zu erreichen, unterwarf sich Andronikos dem Kaiser, erschien vor ihm in Ketten und wurde begnadigt. Ihm wurde es gestattet, sich mit Theodora in der Kleinstadt Oinaion an der Küste des Schwarzen Meeres niederzulassen. Dort erbaute er eine gigantische Burg, die noch heute die Gegend beherrscht. Drei Monate vor Manuels Tod begnadigte ihn dieser und setzte ihn als Statthalter von Pontos ein.
Manuel starb 1180, sein dreizehnjähriger Sohn Alexios II. wurde sein Nachfolger unter der Regentschaft der Kaiserin Maria von Antiochia. Bereits kurz nach dem Tod Manuels hatte es eine erfolglose Verschwörung gegen Alexios gegeben, die von Manuel (dem Sohn Andronikos’) und Maria (der Schwester des Kaisers) angeführt wurde. Maria unterwarf sich daraufhin dem Kaiser und bat um Gnade, die ihr auch gewährt wurde.
Danach führte Alexios’ Onkel, der Protosebastos Alexios, die Regierungsgeschäfte. Dabei scheint er sich stark auf lateinische Ratgeber verlassen zu haben, was ihn beim byzantinischen Hochadel unbeliebt machte. Er galt als aufbrausend und habgierig, außerdem sagte man ihm eine Affäre mit der Kaiserin nach, die sich, als Kaiser Manuel auf dem Sterbebett lag, eigentlich dem geistlichen Leben zugewandt hatte.

### Machtergreifung
Die unzufriedenen Adeligen verhandelten mit Andronikos, der mit barbarischen Hilfstruppen im April 1182 in Bithynien einmarschierte. Andronikos Angelos, der gegen ihn gesandt worden war, lief mit seinen Truppen zu ihm über, auch der Admiral Alexios Megadukas stellte sich auf seine Seite. Der Protosebastos wurde vom unzufriedenen Adel verstümmelt und geblendet, seine lateinischen Ratgeber und die führenden venezianischen und genuesischen Kaufleute flohen aus Furcht vor Vergeltungsmaßnahmen auf ihren Galeeren entweder in die Levante oder auf das Schwarze Meer hinaus.
Das Volk öffnete Andronikos die Tore der Stadt und begann, die verbliebenen Lateiner, die sich durch die rücksichtslose Ausnutzung ihrer Handelsprivilegien verhasst gemacht hatten, niederzumetzeln und ihre Häuser anzuzünden. Besonders katholische Mönche zogen den Zorn der Menge auf sich. Wilhelm von Tyros behauptet, dass selbst die Insassen von Hospitälern massakriert und Leichen aus den Gräbern gezerrt wurden und man den abgeschnittenen Kopf des katholischen Subdiakons Johannes an den Schwanz eines räudigen Hundes band, der ihn durch die Stadt schleppte.
Daraufhin griff die lateinische Schwarzmeer-Flotte die Städte an den Ufern des Marmarameeres an, verwüstete sie und ermordete alle Einwohner, derer sie habhaft werden konnte. Außerdem überfiel sie die Klöster entlang der Küste und auf den Prinzeninseln und ermordete sämtliche Mönche und auch die Bewohner der Umgebung, die sich in den Schutz des Altars geflüchtet hatten. Die Beute aus der Plünderung der Klöster, das goldene Altargeschirr, die Weihegeschenke und die seidenen liturgischen Gewänder, betrug ein Vielfaches dessen, was sie in Konstantinopel eingebüßt hatten, wie Wilhelm von Tyros berichtet. Die Flotte wandte sich dann nach Thessalien, wo sie „mit größter Genauigkeit“ alle Städte und Siedlungen an der Küste lokalisierte, brandschatzte und die Einwohner umbrachte.
Andronikos setzte Maria von Antiochia als Kaiserin ab und ließ sich Pfingsten 1182 feierlich zum neuen Regenten neben seinem Neffen Alexios und dessen damals gerade erst zehnjähriger Braut Agnes (Anna) von Valois krönen; de facto übernahm er somit die alleinige Regierungsgewalt. In der Folgezeit entledigte er sich der Personen, die seine Machtstellung hätten gefährden können: Alexios Komnenos, der Günstling und Berater der ehemaligen Kaiserin, wurde noch im Frühjahr 1182 ins Gefängnis geworfen, wo er an den Folgen schwerer Misshandlungen starb. Im Juli des Jahres wurden Maria Komnene, Alexios’ Schwester, und ihr Mann Rainer von Montferrat ermordet. Maria von Antiochia wurde von Andronikos zum Tod durch Erdrosseln verurteilt und am 27. August 1182 getötet.

### Schreckensherrschaft
Der jugendliche Kaiser Alexios wurde, kurz nachdem sich Andronikos im September 1183 zum Mitkaiser hatte ernennen lassen, im Oktober mit einer Bogensehne erwürgt. Andronikos, nun unumschränkter Alleinherrscher, erhob seine Söhne Manuel und Johannes zu Mitregenten. Er selbst heiratete Alexios’ Witwe Agnes.
Während seiner kurzen Regierung versuchte Andronikos, die Macht des Adels zu beschränken und die Korruption der Beamten in der Hauptstadt und den Provinzen in den Griff zu bekommen. Das Volk sollte vor der Habgier der Oberen geschützt werden. Das gewaltsame Vorgehen des Kaisers gegen die führenden Aristokratenfamilien provozierte jedoch eine Serie von Aufständen ranghoher Militärs, die noch unter Manuel I. Karriere gemacht hatten. Nach den allesamt gescheiterten Rebellionen des Johannes Komnenos Batatzes, des Andronikos Lampardas sowie von seinem Schwiegersohn dem Sebastokrator
Alexios Komnenos konzentrierte Theodoros Kantakuzenos zusammen mit Isaak Angelos, einem Nachkommen von Alexios I., in Nikaia mit Unterstützung türkischer Hilfstruppen den Widerstand, während Isaaks Bruder Theodoros Angelos das benachbarte Prusa hielt. Im Frühjahr 1184 zerschlug Andronikos I. mit einer großen Streitmacht die bithynischen Rebellenhochburgen. Seinen Triumph im Bürgerkrieg ließ er in der Hauptstadt mit pompösen Zirkusspielen feiern.
Die Aristokraten baten daraufhin Wilhelm II. von Sizilien um Hilfe. Dieser landete in Begleitung des byzantinischen Thronprätendenten Alexios Komnenos mit einer starken Armee in Epirus, marschierte bis nach Thessaloniki, das er 1185 eroberte und zerstörte, wurde aber kurz darauf bei Demetritzes geschlagen und zum Rückzug nach Sizilien gezwungen.

### Sturz
Im Jahr 1185, während Andronikos’ Abwesenheit aus der Hauptstadt, befahl sein Stellvertreter Stephanos Hagiochristophorites die Verhaftung und Hinrichtung von Isaak Angelos. Dieser floh in die Hagia Sophia, von wo aus er an das Volk appellierte. Ein Tumult entstand, der sich rasch über die gesamte Stadt ausbreitete. Als Andronikos zurückkehrte, sah er sich abgesetzt und Isaak als neuen Kaiser inthronisiert. Dieser übergab ihn seinen Gegnern, die ihn drei Tage lang misshandelten, bevor sie ihn nach kurzer Haft im Gefängnis des Anemas im Hippodrom an den Füßen zwischen zwei Säulen aufhängten. Sein Todeskampf wurde von einem mitleidigen italienischen Soldaten abgekürzt, der ihm sein Schwert in den Körper stieß.
Andronikos I. war der letzte Komnene auf dem Thron Konstantinopels. Seine Witwe Agnes heiratete in dritter Ehe Theodoros Branas. Seine Enkel Alexios und David begründeten das Kaiserreich von Trapezunt. Alexios stand in der engeren Wahl, zweiter Ehegatte der geschiedenen georgischen Königin Tamara zu werden. Sie entschied sich jedoch für einen anderen.
Andronikos’ Verwandter Isaak Komnenos war noch bis 1192 Kaiser Zyperns.
Die Nachfahren des Kaisers Andronikos leben heute in Georgien, wo sie als Andronika-schwili (Nachkommen des Andronikos) bekannt sind. Sie sind die einzige Familie kaiserlichen Ursprungs in Georgien.

## Würdigung
Die Herrschaft des Andronikos führte zur Zerrüttung der Herrschaftsordnung, die sein Vorfahre Alexios I. eingeführt hatte und die für ein Jahrhundert die Restauration des Reiches ermöglicht hatte. Drei Gründe sind wesentlich dafür, dass sich das Reich von seiner nur dreijährigen Herrschaft nicht mehr erholte:
1. Die Feindschaft der Lateiner: Das Massaker an den Lateinern änderte grundlegend die Beziehungen zwischen Ost und West. Im 12. Jahrhundert war der Seehandel spürbar gewachsen. Anders als früher angenommen, war der Kaiser in Konstantinopel nicht den Lateinern ausgeliefert, sondern privilegierte sie, um so griechische Händler – und damit autonome Kräfte – in Schach halten zu können. Kaiser Manuel war sehr erfolgreich mit dieser Strategie: Die Privilegien für Pisa und Genua brachen das Handelsmonopol von Venedig und führten zu Konkurrenz der Lateiner untereinander. Die immer noch große Machtstellung Venedigs hatte er 1172 deutlich reduziert und Neuverhandlungen über Privilegien für Venedig standen noch aus. Durch das Massaker einte Andronikos die Lateiner gegen Byzanz, die nunmehr die Inseln plünderten und die Hauptstadt effektiv von Südgriechenland, Kreta, Zypern und der kleinasiatischen Küste abschnitten. Genuesen und Pisaner bildeten die Flotte, welche die Normannen 1184/85 nach Griechenland trugen. Nach 1204 setzten sich Venezianer und Genuesen dauerhaft in der Ägäis fest. Die Seeherrschaft der Byzantiner war endgültig vorüber.
2. Die Usurpation des Thrones führte zur Erschütterung der Machtbasis des Reiches. Die Komnenenkaiser hatten als Familienoberhäupter regiert und der Zusammenhalt dieser großen Adelsfamilie war Voraussetzung für das Gedeihen des Reiches gewesen. Kaiser Manuel war aufgrund seines Charismas unangefochtener Chef des Hauses gewesen und hatte loyal für seine Familie gesorgt. Sogar nach seinem Tod führten seine Feldherrn erfolgreiche Kriege gegen die Seldschuken 1181–1183. Andronikos zerstörte den Konsens, indem er Alexios beseitigte. Die Städte und Gebiete, die Manuel am meisten gefördert hatte, rebellierten nun gegen Andronikos’ Herrschaft: Sardes und Soziopolis in Westkleinasien fielen von ihm ab, in Nicäa kam es zum Aufstand.
3. Diese Probleme hätte Andronikos vielleicht lösen können, wenn er nicht den fatalsten Fehler begangen hätte: Den Versuch, die Adelsherrschaft zu vernichten und das Reich autokratisch zu regieren wie die Herrscher der Makedonendynastie bis 1025. Die Grundlagen für eine solche Herrschaft waren schon um das Jahr 1000 durch den Militäradel Kleinasiens unterhöhlt gewesen; seit 1081 war dieser Adel an der Macht und hatte Wesentliches für die Erneuerung des Reiches beigetragen. Als der Adel nun um sein Leben fürchten musste, floh er in die ererbten Provinzen und gründete unabhängige Teilreiche: Zypern und Trapezunt lösten sich vom Reich, ein neues Bulgarisches Reich entstand, Serbien ging verloren, in Epiros, Thessalien und der Peloponnes hatte Konstantinopel keinen Einfluss mehr. Andronikos’ Nachfolger mussten Widerstände bekämpfen und fielen 1204 den Lateinern zum Opfer, das Reich brach auseinander.